# 1058 (عدد)
1058 هو عدد صحيح، يلي العدد 1057 وويسبق العدد 1059.

## في الرياضيات

### خصائص
- عدد طبيعي.[3]
- عدد زوجي.[4][5]
- عدد موجب،[6] السالب منه هو -1058.[7]

## في التاريخ
- 1058 هـ هي سنة في التقويم الهجري.
- هي سنة 1058 م في التقويم الميلادي.

## وصلات خارجية
الأعداد الصاتمة، ديوان اللغة العربية.